# Organizacijsko učenje
Organizacijsko učenje je znanstvena disciplina u okviru organizacijske teorije koja se bavi izučavanjem modela i teorija o načinu na koji pojedina organizacija uči, mijenja se te se prilagođava okolini. U razvoju organizacije, učenje je karakteristika prilagodljive organizacije, one organizacije koja je sposobna da osjeti promjene i signale iz okoline (unutarnje i vanjske) i da im se prilagodi. Stručnjaci za organizacijski razvoj nastoje pomoći svojim klijentima da uče iz iskustva te da uključe uzimanje povratne informacije dobivene od učenja kao dio procesa planiranja razvoja njihove organizacije.

## Modeli
Chris Argyris i Donald Schön bili su prvi koji su predložili modele koji olakšavaju organizacijsko učenje; drugi su slijedili tradiciju njihova rada:
- Argyris & Schön (1978):razlikuju učenje prve petlje i učenje druge petlje, a prema ideji Gregoryja Batesona o prvom i drugom redu učenja. U prvoj petlji pojedinci, skupine ili organizacije mijenjaju svoje postupke prema razlici između očekivanih i dobivenih rezultata. U drugoj petlji entiteti (pojedinci, skupine ili organizacije) propituju vrijednosti, pretpostavke i politike koje su dovele do akcija na prvom mjestu. Druga petlja učenja je učenje o prvoj petlji učenje.
- Kim (1993): analizira sve moguće kvarove u protoku informacija u modelu koji dovode do neuspjeha u organizacijskom učenju, na primjer, što se događa ako je pojedina radnja odbijena od strane organizacije zbog političkih ili drugih razloga te iz toga razloga do radnje niti ne dođe?
- Nonaka & Takeuchi (1995):razvili četverodijelni spiralni model organizacijskog učenja. Razlikuju "prešutno znanje" od "eksplicitnog znanja" i opisuju procese između te dvije vrste znanja. Prešutno znanje je osobno, specifično, subjektivno znanje, dok je eksplicitno znanje kodificirano, sustavno, formalno i lako se može iskomunicirati. Skriveno znanje ključnog osoblja unutar organizacije može biti pretvoreno u eksplicitno znanje, kodificirano u priručnicima, te ugrađeno u nove proizvode i procese. Ovaj proces se zove "eksternalizacija".Obrnuti proces zove se "internalizacija". Također se koristi i termin "socijalizacija" za označavanje razmjene prešutnog znanja, a izraz "kombinacija" za označavanje širenja kodificiranog znanja. Prema tom modelu, stvaranje znanja i organizacijsko učenje se ostvaruje kroz socijalizaciju, eksternalizaciju, kombinaciju, internalizaciju, eksternalizaciju, kombinaciju... itd. u beskonačnoj spirali.
- Bontis, Crossan & Hulland (2002): empirijski testiran model organizacijskog učenja koji obuhvaća dionice i tokove znanja preko tri razine analize: pojedinac, tim i organizacija. Rezultati su pokazali negativan i statistički značajan odnos između pomaka dionica i tokova i organizacijske performanse.
- Flood (1999):
- Watson, Bruce D., 2002:tvrdi da je organizacijsko učenje dokazano nemoguće shvatiti te je stoga i njegova praktična primjena otežana. On tvrdi da je koncepcija "učenja" u literaturi o organizacijskom učenju zadobio nedovoljno pozornosti i da je to u velikoj mjeri pridonijelo nedostataku jasnoće u konceptu organizacijskog učenja. Pretpostavlja se da kognitivna znanost pruža model individualnog učenja koji ima sposobnost uključivanja implicitnog i eksplicitnog elementa učenja i znanja. Konekcijski modeli učenja oponašaju fiziološke neuronske procese u mozgu i konekcionizam pokazuje sposobnost da se kombiniraju kognitivna i konstruktivna teorija učenja.
- Imants (2003):pruža teorije razvoja za organizacijskog učenje u školama u kontekstu nastavničkih strukovnih zajednica kao zajednica učenja, što je uspoređeno i suprotstavljeno se nastavnoj zajednici u praksi.
- Common (2004):raspravlja o organizacijskom učenju u političkom okruženju. Autorski detalji početnu nespornim prijem organizacijskog učenja u javnom sektoru i razvoj koncepta s učenjem organizacije.
- Bontis & Serenko (2009a), i Bontis & Serenko (2009b): rezultati modela pokazuju da je menadžersko vodstvo ključna preteča organizacijskog učenja.
- Van Niekerk & Von Solms (2004):uspoređuje i raspravlja organizacijske modele učenja za informacijsku sigurnost učenja unutar organizacije.
- Bushe (2001, 2009a, 2009b):definira organizacijsko učenje kao istragu obrazaca organiziranja između dvije ili više osoba koje dovodi do novih znanja i promjena u organizacijama. Tvrdeći da jer svatko stvara vlastito iskustvo, u svakoj interakciji svatko ima drugačije iskustvo, i tako je učenje iz kolektivnog iskustva puno teže nego jednostavno opisati što se dogodilo u prošlosti odlučiti što ljudi žele raditi u budućnosti.

## Organizacijsko znanje
Neka od organizacijskih znanja mogu se svrstati u tehnička - znaje o značenju tehničkih izraza, sposobnost čitanja i razumijevanja podataka i sposobnost da se djeluje na temelju generalizacije.

## Individualno učenje
Učenje od strane pojedinaca u organizacijskom kontekstu je tradicionalna domena ljudskih resursa, uključujući i aktivnosti kao što su: trening, povećanje vještina, radno iskustvo i formalno obrazovanje. S obzirom na to da se uspjeh bilo koje organizacije temelji na znanju ljudi koji rade za nju, ove se aktivnost mora kontinuirano nastavljati. Međutim, pojedinačno je učenje tek preduvjet za organizacijsko učenje.
Koncept individualnog učenja dovodi nas i do koncepta cjeloživotnog obrazovanja. Dinamičnost današnjeg svijeta veća je od dinamike u prethodnim generacijama te se promjene redovito nadovezuju jedna na drugu i jedna za drugom ili se preklapaju. Iz toga je razloga cjeloživotno kontnuirano obrazovanje tijekom karijere postao bitan element koji osigurava da zaposlenik ostane relevantan i u korak s vremenom na radnom mjestu.

## Organizacija koja podučava
Organizacijsko učenje možemo razlikovati od koncepta organizacije koja podučava. Organizacija koja podučava je radno tijelo koje nastaje nakon organizacijskog učenja i u pravilu koristi saznanja organizacijskog učenja (i drugih istraživanja u sferi organizacijskog razvoja, teorije sustava, i kognitivnih znanosti), kako bi se propisale konkretne preporuke o tome kako stvoriti organizaciju koja kontinuirano i učinkovito uči. Ovaj praktičan pristup je zagovarao Peter Senge u svojoj knjizi The Fifth Discipline (hrv:Peta disciplina).

## Difuzija inovacija
Teorija difuzije inovacija istražuje kako i zašto ljudi usvajaju nove ideje, postupke i proizvode. Ova se teorija može vidjeti kao podskup antropološke koncepcije difuzije i može pomoći pri objašnjavanju širenja ideja među pojedincima, društvenim mrežama i organizacijama.

### hrvatski jezik
- TaOPis, Fakultet za organizaciju i informatiku, Organizacijsko učenje i organizacijsko zaboravljanje  Arhivirana inačica izvorne stranice od 5. ožujka 2016. (Wayback Machine)

### engleski jezik
- Amidon, Debra M. (1997.) Innovation Strategy for the Knowledge Economy. Butterworth-Heinman, Newton, MA. str.19
- Argote, L. (1999.). Organizational learning: Creating, retaining and transferring knowledge. Norwell, MA, Kluwer Academic Publishers.
- Argyris, C. (1990.), Overcoming Organizational Defences: Facilitating Organizational Learning, Allyn & Bacon, Boston.
- Bray, D. (2007.). "Literature Review - Knowledge Management Research at the Organizational Level", Social Science Research Network.
- Easterby-Smith, M. and M. A. Lyles (editors). (2003.). The Blackwell Handbook of Organizational Learning and Knowledge Management, Oxford, Blackwell Publishing
- Garvin, D. A. (2000.), Learning in Action: A Guide to Putting the Learning Organization to Work, Harvard Business School Press, Boston, MA.
- May, Paul (2000.) The Business of E-Commerce. Cambridge university press, New York. str.7

### slovenski jezik
- Selan, Miha (2002.), Organizacijsko učenje. Univerza v Ljubljani-Ekonomsa fakulteta, Ljubljana

## Vanjske poveznice
- University of Colorado Denver stranica o organizacijskom učenju s poveznicama za članke  Arhivirana inačica izvorne stranice od 20. srpnja 2010. (Wayback Machine)
- Ekonomski fakultet u Zagrebu, Katedra za organizaciju i menadžment